# Andrzej Krzysztof Holly

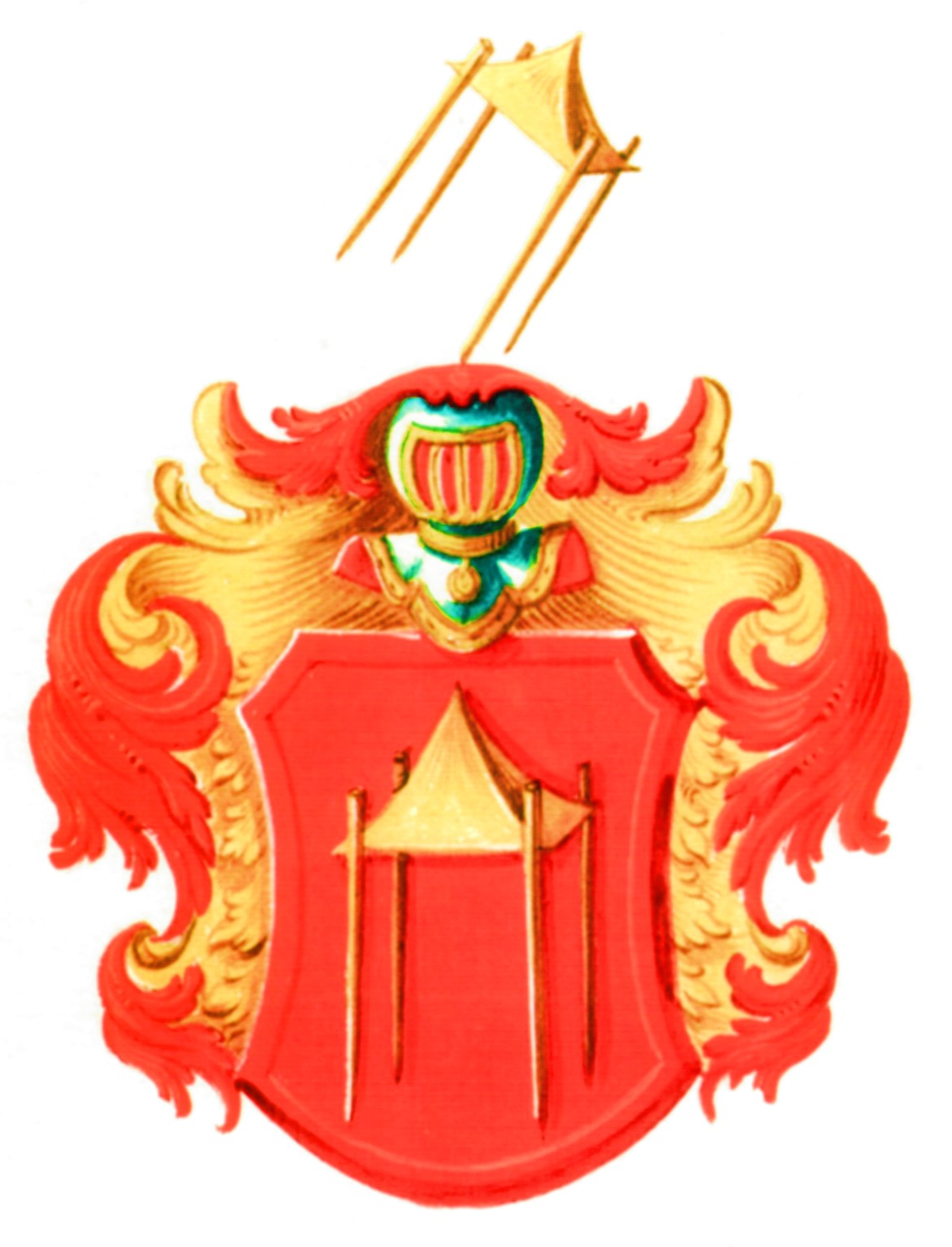
Nowszy herb rodu Holly.

Andrzej Krzysztof Holly (ur. ?, zm. przed 1661 r.) – szlachcic z rodu Holly, pan na Rachowicach i Starym Dębieńsku.
Jako pan ziemski z baronem Johannem Welczkiem na Łabędach i Wielkim Dębieńsku wspólnie z radą miejską Gliwic na czele z ówczesnym burmistrzem i archiprezbiterem – proboszczem gliwickim postanowił w 1612 roku o budowie drewnianego klasztoru Franciszkanów w Gliwicach przy kościele pw. Podwyższenia Krzyża Świętego. Klasztor ten został wybudowany w latach 1612–1616.
Wspierał także budowę murowanego klasztoru Franciszkanów w Gliwicach rozpoczętą w 1658 roku.
W 1661 roku już nie żył, żyła natomiast wdowa po nim – Elisabeth.